# Бальченко Володимир Іванович
Володи́мир Іва́нович Ба́льченко (4 січня 1992, с. Берестовець, Борзнянський район, Чернігівська область, Україна — 29 січня 2017, м. Авдіївка, Донецька область, Україна) — український військовослужбовець, молодший сержант Збройних сил України. Загинув під час російсько-української війни.

## Життєпис
Народився 1992 року в козацькому селі Берестовець Борзнянського району Чернігівської області. 2010 року закінчив Берестовецьку загальноосвітню школу I-III ступенів. З 2010 по 2011 навчався в Ніжинському професійному аграрному ліцеї за спеціальністю машиніста автомобільного крана. Працював лісником у єгерні. Батько помер, тож Володимир всіляко допомагав матері. Захоплювався футболом, грав за ФК «Берестовець».
8 жовтня 2015 призваний на строкову військову службу до 169-го навчального центру Сухопутних військ в смт Десна. В подальшому підписав контракт і з липня 2016 перебував у зоні проведення антитерористичної операції на Сході України.
Молодший сержант, кулеметник 1-ї механізованої роти 1-го механізованого батальйону 72-ї окремої механізованої бригади (в/ч А2167, м. Біла Церква).
Загинув 29 січня 2017 року від осколкового поранення під час бою з російсько-терористичними угрупованнями в промисловій зоні міста Авдіївка.
Вранці 29 січня штурмова група 1-го механізованого батальйону під командуванням капітана Андрія Кизила під час контратаки зайняла взводний опорний пункт (ВОП) противника і тримала оборону до підходу основних сил 1-го батальйону. Військовики відбили ворожу атаку, після чого зі сторони терористів розпочався артилерійський і мінометний обстріл. О 9:40 внаслідок прямого влучення міни калібру 120 мм в окоп загинули троє бійців штурмової групи: молодший сержант Володимир Бальченко, солдат Дмитро Оверченко і командир групи майор Андрій Кизило.
1 лютого на Майдані Незалежності у Києві сотні людей прощались із сімома воїнами 72-ї ОМБр, які 29 та 30 січня загинули в боях за Авдіївку. 2 лютого з Володимиром прощались на Борзнянщині. Похований у селі Берестовець.
Залишились мати, брат і сестра.

## Нагороди та вшанування
- Указом Президента України № 22/2017 від 1 лютого 2017 року, «за особисту мужність і самовідданість, виявлені у захисті державного суверенітету та територіальної цілісності України, вірність військовій присязі», нагороджений орденом «За мужність» III ступеня (посмертно)[6].
- У квітні 2017 року на будівлі Берестовецької ЗОШ I-III ступенів (вулиця Червоний Шлях, 31) відкрито меморіальну дошку на честь загиблого випускника школи Володимира Бальченка[7].
- Вшановується в меморіальному комплексі «Зала пам'яті», в щоденному ранковому церемоніалі 29 січня[8][9].